# دان برادي
دان برادي (بالإنجليزية: Dan Brady)‏ هو سياسي أمريكي، ولد في 4 يوليو 1961 في بلومنجتون في الولايات المتحدة. حزبياً، نشط في الحزب الجمهوري. وقد انتخب عضو مجلس نواب إلينوي.

## وصلات خارجية
- الموقع الرسمي